# Riksdagen 1547
Riksdagen 1547 ägde rum i Strängnäs.
Ständerna sammanträdde den 25 januari 1547. 
Mötet behandlade ett krav från Kristian IIs döttrar att få ekonomisk kompensation för att avsäga sig arvsrätten till Sveriges tron. Riksdagen avvisade detta krav. 
Riksdagen avslutades den 27 januari 1547.